# Patientenleitlinie
Patientenleitlinien oder Gesundheitsleitlinien sind systematisch entwickelte und wissenschaftlich begründete Aussagen zu gesundheitlichen Fragen für kranke oder gesunde Menschen und ihre Angehörigen. Ihr Ziel ist die informierte Entscheidungen über gesundheits- oder krankheitsbezogene Verhaltensweisen und Maßnahmen.

## Definition und Ziele
Eine Patientenleitlinie ist eine besondere Form der evidenzbasierten Patienteninformation. Bei ihrer Erstellung werden die Prinzipien der evidenzbasierten Medizin und die Qualitätsanforderungen an verlässliche Patienteninformationen berücksichtigt.
Es handelt sich dabei um verständlich geschriebene Patienteninformationen, denen im Allgemeinen evidenzbasierten medizinischen Leitlinien für Heil- und Gesundheitsberufe zugrunde liegen sollten.
Durch die identischen wissenschaftlichen Begründungen von Fachinformationen und Laieninformationen können Patienten- und Gesundheitsleitlinien zur gemeinsamen Entscheidungsfindung von Kranken oder Gesunden mit Fachleuten beitragen. Patientenleitlinien sind deshalb sind wesentliche Bestandteile von Medizinischen Entscheidungshilfen für Patienten.
Patientenleitlinien vermitteln die Inhalte evidenzbasierter Leitlinien an Patienten und Angehörige. Neben Informationen, die inhaltlich mit den entsprechenden Versorgungsleitlinien identisch, aber laienverständlich umformuliert sind, enthalten sie zusätzliche Angaben, die den Bedürfnissen von Patienten entsprechen. Sie erläutern die optimalen Versorgungsstrukturen, vermitteln Hintergrundinformationen zur Funktionsweise des jeweiligen Körperorgans oder -systems und zu dessen krankhafter Veränderung, leiten zum Selbstmanagement an, unterstützen die Arzt-Patienten-Kommunikation (etwa durch Checklisten) und nennen weiterführende Hilfen. Verständlichkeit und Relevanz für die Zielgruppen werden in der Regel in Konsultationsphasen überprüft; der Erstellungsprozess wird in Methodenreporten dokumentiert.
Zu den Zielen von Patientenleitlinien gehört es:
- die Empfehlungen aus den zugrundeliegenden unter anderem wissenschaftlich begründeten Dokumenten (meist aus medizinischen Leitlinien) in verständliche Sprache zu übertragen und so die Zielgruppen und Personen ihres sozialen Umfelds über die empfohlene Versorgung unter Berücksichtigung aller an der Behandlung und Betreuung Beteiligten zu informieren;
- die Gesundheitskompetenz zu fördern;
- den Prozess der gemeinsamen Entscheidungsfindung in der Patient-Arzt-Beziehung zu unterstützen;
- die aktive Beteiligung der Betroffenen am Behandlungsprozess zu fördern;
- das Selbstmanagement der Erkrankung durch Patientinnen und Patienten zu unterstützen und zu begleiten;
- die Zusammenarbeit aller an der Behandlung beteiligten medizinischen Berufsgruppen zu beschreiben;
- und auf weitergehende Informationsmöglichkeiten hinzuweisen.

## Inhalte und Zielgruppen von Patientenleitlinien
Inhalte
Für umfassende evidenzbasierte Patientenleitlinien wurden folgende Elemente empfohlen:
- EINFÜHRUNG – Definition der Zielgruppe, Erklärungen zu „Was diese Patientenleitlinie bietet“, „Warum Sie sich auf die Aussagen dieser Patientenleitlinie verlassen können“ und „Soll-, Sollte-, Kann-Empfehlungen – was heißt das?“;
- ZUSAMMENFASSUNG – kurze Übersicht der Kernaussagen (als eigenständiges Kapitel oder als kompakter Vortext in den jeweiligen Hauptkapiteln);
- HINTERGRUNDWISSEN – Erklärungen zu anatomischen Gegebenheiten und physiologischen Vorgängen im gesunden und kranken Organismus, Krankheitsanzeichen, Ursachen, Auslöser und Risikofaktoren;
- EPIDEMIOLOGIE – Inzidenz, Mortalität, natürlicher Krankheitsverlauf;
- DIAGNOSTIK, THERAPIE UND NACHSORGE – laienverständliche Übersetzung der Empfehlungen der Leitlinie, Darstellung aller Optionen mit Angaben zu Nutzen- und Schadensaspekten;
- VERSORGUNGSSTRUKTUREN – Erklärungen zur empfohlenen medizinischen und falls erforderlich psychosozialen Versorgung unter besonderer Berücksichtigung der Schnittstellen zwischen den einzelnen Versorgungsbereichen;
- KLINISCHE STUDIEN – Vor- und Nachteile einer Teilnahme, Studienregister, Hinweise auf die Qualität einer Studie;
- ARZT-PATIENTEN-KOMMUNIKATION – Anleitungen und Hilfestellungen für das Arzt-Patienten-Gespräch, die eine gemeinsame Entscheidungsfindung erleichtern sollen;
- HINWEISE ZUM SELBSTMANAGEMENT – Hinweise zur Änderung des Lebensstils und zum Umgang mit der Erkrankung, „Tipps und Ratschläge von Betroffenen für Betroffene“ auf Basis von Erfahrungen;
- IHR GUTES RECHT – Hinweise zum Patientenrechtegesetz, zum Beispiel auf freie Arztwahl, neutrale Informationen, Beschwerde, ärztliche Zweitmeinung;
- UNTERSTÜTZUNG UND HILFEN – Adressen von Selbsthilfeorganisationen,
- Einrichtungen der Patientenberatung und von den an der Erstellung der Leitlinie vertretenen wissenschaftlichen medizinischen Fachgesellschaften sowie Hinweise auf weitere qualitativ hochwertige Informationen in Printform und im Internet;
- QUELLENANGABEN;
- WÖRTERBUCH – kurze Erklärungen von Fremdwörtern und Fachbegriffen;
- RÜCKMELDEFORMULAR – Formular für Lob, Kritik sowie Verbesserungs- und Ergänzungsvorschläge.

Zielgruppen
Patientenleitlinien können außer für die von einer Gesundheitsstörung Betroffenen oder an einem Gesundheitsthema Interessierten für weitere Leserkreise von Interesse sein, wie
- Selbsthilfeorganisationen;
- Mitarbeitende in Patienteninformations- und Beratungsstellen, Gesundheitsbehörden, Ämtern, Kliniken und Krankenhäusern sowie anderen Einrichtungen im Gesundheitswesen;
- ärztliche Fachgruppen, Angehörige anderer Heil- und Gesundheitsberufe und
- die Öffentlichkeit.

## Methodische Prinzipien der Erstellung von Patientenleitlinien
Die Methodik für die Erstellung einer Patientenleitlinie orientiert sich an Kriterien für evidenzbasierte Patienteninformationen, wie sie unter anderem im Positionspapier „Gute Praxis Gesundheitsinformation (GPGI)“ des Netzwerks Evidenzbasierte Medizin, im internationalen Leitlinien-Regelwerk für die Beteiligung von Patienten und Öffentlichkeit des Guidelines International Networks (G-I-N) und im „Manual Patienteninformation“ des Ärztlichen Zentrums für Qualität in der Medizin formuliert sind.
Zur Wahrung der Transparenz gegenüber der Öffentlichkeit über das methodische Vorgehen bei der Leitlinienerstellung und die Berücksichtigung von Qualitätsanforderungen sollte für jede vertrauenswürdige Patientenleitlinie ein allgemein zugänglicher Bericht (sogenannter Methodenreport) angefertigt werden. Dies gilt für die Erstfassung und jede weitere Aktualisierung.
Methodenreports, die im Rahmen des Programms für Nationale Versorgungsleitlinien und des Leitlinienprogramms Onkologie veröffentlicht wurden, nehmen zu folgenden Punkten Stellung:
- Träger und Herausgeber
- Patientenbeteiligung
- medizinische Fachleitlinie als Grundlage der Patientenleitlinie
- methodische Grundprinzipien
- allgemeine Vorgehensweise und Entwicklungsprozesse
- Zielgruppe und Adressaten
- Ziele
- Zusammensetzung des Redaktionsteams: beteiligte Personen und deren Arbeitsstätte/Organisation oder Qualifikationen
- Interessenkonflikte
- Inhalte und Gliederung
- Quellen, gegebenenfalls Informationen zu einer zusätzlichen Literaturrecherche
- zeitlicher Ablauf der Erstellung
- gegebenenfalls Erstellung von Entscheidungshilfen
- externe Begutachtung
- Maßnahmen zur Qualitätssicherung
- Gültigkeit und Aktualisierung der Patientenleitlinie und zugehörige Dokumente
- Anwendung und Verbreitung
- Implementierung und Öffentlichkeitsarbeit
- Evaluation
- Finanzierung und redaktionelle Unabhängigkeit

## Patientenleitlinien in der Praxis
Bis heute (Stand 5. Oktober 2024) existieren nur wenige wissenschaftliche Untersuchungen zur Frage, ob und in welchem Ausmaß Patientenleitlinien im deutschen Versorgungssystem angekommen sind.  Nach der ÄZQ-Studie Evaluation der Nationalen Versorgungsleitlinien (Telefoninterviews in Fachkreisen) bewertete die Mehrheit der Interviewten die Patientenleitlinien aus dem NVL-Programm als geeignet für Patienten. Als akzeptanzhindernd wurden folgende Punkte angemerkt:  niedrige Gesundheitskompetenz der Leser, mangelndes Interesse oder noch nicht ausreichend verständliche Texte. Darüber hinaus wurden die Patientenleitlinie als zu umfangreich eingeschätzt.
Damit sind Patientenleitlinien ein für eine Zielgruppe mit hoher Gesundheitskompetenz zugeschnittenes Angebot. Die Entwicklung weiterer Formate, vor allem für Menschen mit geringen Sprach- oder Gesundheitskompetenzen, ist wünschenswert.
Nach einer 2018 publizierte Analyse der im AWMF-Leitlinienprogramm publizierten medizinischen Leitlinien und Patienteninformationen sowie Patientenleitlinien gab nur eine Minderzahl der Fachgesellschaften an, Patienteninformation zu veröffentlichen oder zu planen. Im Internet fanden sich nur zu 37 von 50 existierenden S3-Leitlinien Informationen für Patientinnen und Patienten.